# أخيضر أبيض العين
أخيضر أبيض العين (الاسم العلمي:Vireo griseus) (بالإنجليزية: White-eyed Vireo)‏ هو نوع من الطيور يتبع جنس الأخيضر من الفصيلة الأخيضرية.